# Laurie Cunningham
Laurie Cunningham, né le 8 mars 1956 à Archway dans Borough londonien d'Islington (Angleterre), mort le 15 juillet 1989 à Madrid (Espagne), était un footballeur anglais, qui évoluait au poste d'ailier gauche au Real Madrid et en équipe d'Angleterre.
Cunningham compte six sélections avec l'équipe d'Angleterre entre 1979 et 1981.

## Palmarès

### En équipe nationale
- 6 sélections et 0 but avec l'équipe d'Angleterre entre 1979 et 1981.

Il fut longtemps considéré comme le premier joueur noir à avoir représenté une équipe nationale anglaise avec sa première sélection en espoirs en 1977 mais des recherches plus poussées ont finalement montré qu'il s'agissait de Benjamin Odeje (en) sélectionné en équipe d'Angleterre scolaire (en) en 1971.
Néanmoins, Benjamin Odeje n'ayant jamais signé professionnel, Laurie Cunningham est le premier joueur noir à jouer pour l'Équipe d'Angleterre de football. 

### Avec le Real Madrid
En 1979, Laurie Cunningham est le deuxième joueur de citoyenneté britannique à jouer pour le Real Madrid après l'écossais John Fox Watson en 1948-1949. Laurie Cunningham est donc le premier joueur anglais à jouer pour le Real Madrid. Après son départ en 1984 il faudra attendre 15 ans pour qu'un deuxième britannique signe au Real.
- Champion d'Espagne en 1980
- Vainqueur de la Coupe d'Espagne en 1980 et 1981
- Finaliste de la Coupe d'Europe des clubs champions en 1981

### Avec Wimbledon
- Vainqueur de la Coupe d'Angleterre en 1988

### Décès
Le 15 juillet 1989, il décède dans un accident de voiture, son véhicule s'étant renversé sur le toit sur une voie rapide à Madrid. Sa femme et son fils Sergio Cunningham n'étaient pas présents,.